# Carpentràs
Carpentràs (en occità Carpentràs, en francès Carpentras) és un municipi francès al departament de Valclusa (regió de Provença – Alps – Costa Blava). L'any 1999 tenia 26.090 habitants. Vora l'Ausoni, és un mercat agrícola fruiter i un petit nucli industrial. Fou la capital del comtat Venaissin del 1229 al 1791, i seu d'un bisbat des del segle iii fins al 1789.

## Demografia
| Evolució de la població |       |       |       |       |       |       |        |        |
| 1793                    | 1800  | 1806  | 1821  | 1831  | 1836  | 1841  | 1846   | 1851   |
| 9 900                   | 8 489 | 9 674 | 9 099 | 9 817 | 9 224 | 9 776 | 10 198 | 10 711 |

| 1856   | 1861   | 1866   | 1872   | 1876   | 1881  | 1886  | 1891  | 1896   |
| ------ | ------ | ------ | ------ | ------ | ----- | ----- | ----- | ------ |
| 10 891 | 10 918 | 10 848 | 10 524 | 10 479 | 9 699 | 9 685 | 9 778 | 10 797 |

| 1901   | 1906   | 1911   | 1921   | 1926   | 1931   | 1936   | 1946   | 1954   |
| ------ | ------ | ------ | ------ | ------ | ------ | ------ | ------ | ------ |
| 10 443 | 10 721 | 11 390 | 11 191 | 11 805 | 12 632 | 13 732 | 14 222 | 15 076 |

| 1962   | 1968   | 1975   | 1982   | 1990   | 1999   | 2006 | 2011 | 2016 |
| ------ | ------ | ------ | ------ | ------ | ------ | ---- | ---- | ---- |
| 18 199 | 21 388 | 24 251 | 24 838 | 24 212 | 26 090 | -    | -    | -    |

| 2019 | - | - | - | - | - | - | - | - |
| ---- | - | - | - | - | - | - | - | - |
| -    | - | - | - | - | - | - | - | - |

## Administració
| Període   | Identitat           | Partit           |
| --------- | ------------------- | ---------------- |
| 1945-1947 | Henri Dreyfus       |                  |
| 1947-1953 | Charles Guilhermet  |                  |
| 1953-1965 | Gabriel Jacotet     |                  |
| 1965-1977 | Maurice Charretier  | UDF              |
| 1987-2008 | Jean-Claude Andrieu | UDF, després UMP |
| 2008-     | Francis Adolphe     | PS               |

## Personatges il·lustres
- Éric Caritoux, ciclista.
- Jean Ragnotti, pilot d'automobilisme.
- Ernest Fauque de Jonquières (1820-1901), almirall i matemàtic.